# 魯德尼亞-韋列斯尼亞
51°11′13″N 30°6′0″E / 51.18694°N 30.10000°E
魯德尼亞-韋雷斯尼亞（烏克蘭語：Рудня-Вересня），是烏克蘭北部的鬼鎮，因切爾諾貝爾核事故而荒廢。該村曾隸屬基輔州的伊萬基夫區。距離切爾諾貝爾核電廠24公里，海拔高度123米。